# Nils Petersen
Nils Petersen (Wernigerode, 1988. december 6. –) olimpiai ezüstérmes német labdarúgó csatár, jelenleg az SC Freiburg játékosa.

## Pályafutása
Petersen a pályafutását szülővárosában az FC Einheit Wernigerode-ban kezdte és az VfB Germania Halberstadt-ban folytatta. Később a Jena-i sportiskolába járt és játszott az ifjúsági csapatukban, végül 2007-ben távozott.

### FC Carl Zeiss Jena
2005 februárjában kapott egy szerződést, de az első csapatban való bemutatkozás előtt sok tapasztalatot szerzett az Oberligában a tartalékok között. 2007. február 4-én történt meg az első csapatban való bemutatkozás, egy 1. FC Köln elleni meccsen Mohammed El Berkani cseréjeként lépett pályára.

### FC Energie Cottbus
Petersen 2008-ban eligazolt az Energie Cottbusba. A Cottbus az utolsó meccsen 3-0-ra legyőzte A Bayer Leverkusen-t és osztályozó helyen végzett, de alulmaradt az 1. FC Nürnberg-el szemben így visszaesett a Bundesliga 2-be. A 2009-10-es szezonban Petersen ritkán játszott. A téli szünet után egyre több játéklehetőséget kapott. 14 mérkőzésen, 9 gólt szerzett. A 2010-11-es szezonban sok játéklehetőséget kap. A szezonban 33 mérkőzésen, 25 gólt szerzett. 2011 februárjában több Bundesligás csapat felfigyelt rá.

### FC Bayern München
2011. május 19-én Petersen aláírt az FC Bayern München-hez. A szerződés 2014. június 30-ig tart. Petersen a 9-es mezt kapta meg, ami olyan híres játékosoké volt, mint Gerd Müller, Giovane Elber és Luca Toni. Petersen az első mérkőzésén mesterhármast szerzett a Trentino ellen.

## Sikerei, díjai
- SC Freiburg
  - Bundesliga 2: 2015–16